# Лодзька митрополія
Лодзька митрополія (пол. Metropolia łódzka) — одна з 14 митрополій Римо-католицької церкви в Польщі, заснована 2004 року.
До складу митрополії входять 2 дієцезії та 56 деканатів.
Дієцезії:
- Лодзька архідієцезія
- Ловіцька дієцезія

| Прапор Польщі | Це незавершена стаття про Польщу. Ви можете допомогти проєкту, виправивши або дописавши її. |